# Выносливый (миноносец)
«Выносливый» — эскадренный миноносец Российского Императорского флота типа «Форель».

## История корабля

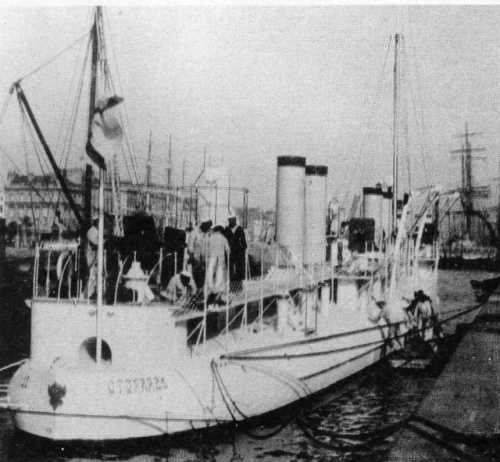
Эскадренный миноносец «Стерлядь» в Гавре

Заказан по судостроительной программе «Для нужд Дальнего Востока». 11 января 1899 года зачислен в списки судов Российского флота, 25 ноября 1900 года спущен на воду. На испытаниях превысил контрактную скорость на 2 узла. После испытаний длительно ремонтировался во Франции с целью устранения производственных дефектов.
В январе 1902 года начал переход в Порт-Артур, куда прибыл летом 1903 года. После вхождения в состав Первой Тихоокеанской эскадры был зачислен в Первый отряд миноносцев.
С началом Русско-японской войны миноносец принял активное участие в боевых действиях, неся сторожевую службу на внешнем рейде и совершая разведывательные походы. За первый месяц войны миноносец выходил в море с различными боевыми заданиями 13 раз.
26 февраля 1904 года «Выносливый» под флагом начальника Первого отряда Н. А. Матусевича принял участие в ночном бою миноносцев у Порт-Артура. В этом бою четвёрке эскадренных миноносцев русского отряда противостояли четыре японских «истребителя». После обнаружения кораблей противника «Выносливый» первым в 3 ч 30 мин открыл огонь по ним. Японские корабли, в свою очередь, сосредоточили огонь на «Выносливом» и «Властном». В начале боя японский снаряд попал в машинное отделение, и «Выносливый» на некоторое время лишился хода. Примерно в 3 ч 45 мин снарядом, попавшим в боевую рубку, был ранен начальник отряда Н. А. Матусевич. Другой снаряд тяжело ранил управлявшего огнем кормовых орудий мичмана А. Н. Заева. В это время миноносец находился на краю гибели, однако вскоре противники потеряли друг друга в темноте. В ходе боя «Выносливый» получил семь надводных и одну подводную пробоину и был взят на буксир «Внимательным», в экипаже убит 1 матрос, ранены 2 офицера и 9 матросов. Около 7:00 отряд вернулся в Порт-Артур. Сам Выносливый в этом бою расстрелял 99 снарядов, добившись как минимум, одного попадания и вынудив прервать бой и отойти от него в темноту два других.
В мае и июне «Выносливый» активно участвовал в поддержке русских войск у Цзиньчжоу. За это время миноносец в составе отряда принял участие в нескольких кратковременных столкновениях с японскими кораблями. После боя 28 июля миноносец вернулся в Порт-Артур. 11 августа во время охраны тралящего каравана миноносец «Разящий» подорвался на мине и «Выносливый» направился к нему для оказания помощи, но сам попал на минное заграждение и подорвался. От сильнейшего взрыва корабль разломился пополам. Погибли 12 человек (командир корабля лейтенант П. А. Рихтер, вахтенный начальник лейтенант А. А. Кашерининов, 10 нижних чинов).

## Командиры
- Адриан Иванович Непенин (10 мая — 10 июня 1904 года)[4].
- Павел Александрович Рихтер (? — 11 августа 1904 года)